# ISLS
L'acronimo ISLS sta per Impulso di Soppressione dei Lobi Secondari ed indica l'impulso radio che viene trasmesso insieme all'interrogazione IFF da un'antenna omnidirezionale, calettata meccanicamente sull'antenna trasmittente del Radar primario, al trasponder IFF, per evitare che l'apparato interrogato possa rispondere quando si trova su uno dei lobi secondari o lobi laterali dell'antenna trasmittente del radar primario. Infatti se ciò avvenisse, la posizione nello spazio della traccia nel sistema a posizione Radar secondario (o IFF) sarebbe notevolmente falsata.
Il fenomeno si verificò per la prima volta nel 1940 durante la battaglia d'Inghilterra, i velivoli della RAF, primi ad essere dotati del sistema IFF, venivano rilevati dal sistema Radar secondario notevolmente falsati nello spazio rispetto alla loro posizione reale quando erano vicini alle antenne trasmittenti, si comprese che il problema era dovuto ai lobi secondari di tali antenne e perciò fu ideato l'ISLS. La cosa andò a buon fine e, secondo gli storici, la vittoria sulla Luftwaffe fu dovuta anche all'invenzione del radar.